# Pieter Cornelisz. van Slingelandt
Pieter Cornelisz. van Slingelandt, född 20 oktober 1640 i Leiden, död där 7 november 1679, var en nederländsk konstnär.
van Slingelandt var elev till Gerard Dou och blev 1661 medlem av Lucasgillet i Leiden. Han målade genremåleri, porträtt samt ett fåtal stilleben.